# Sint-Pauluskerk (Oudenbosch)

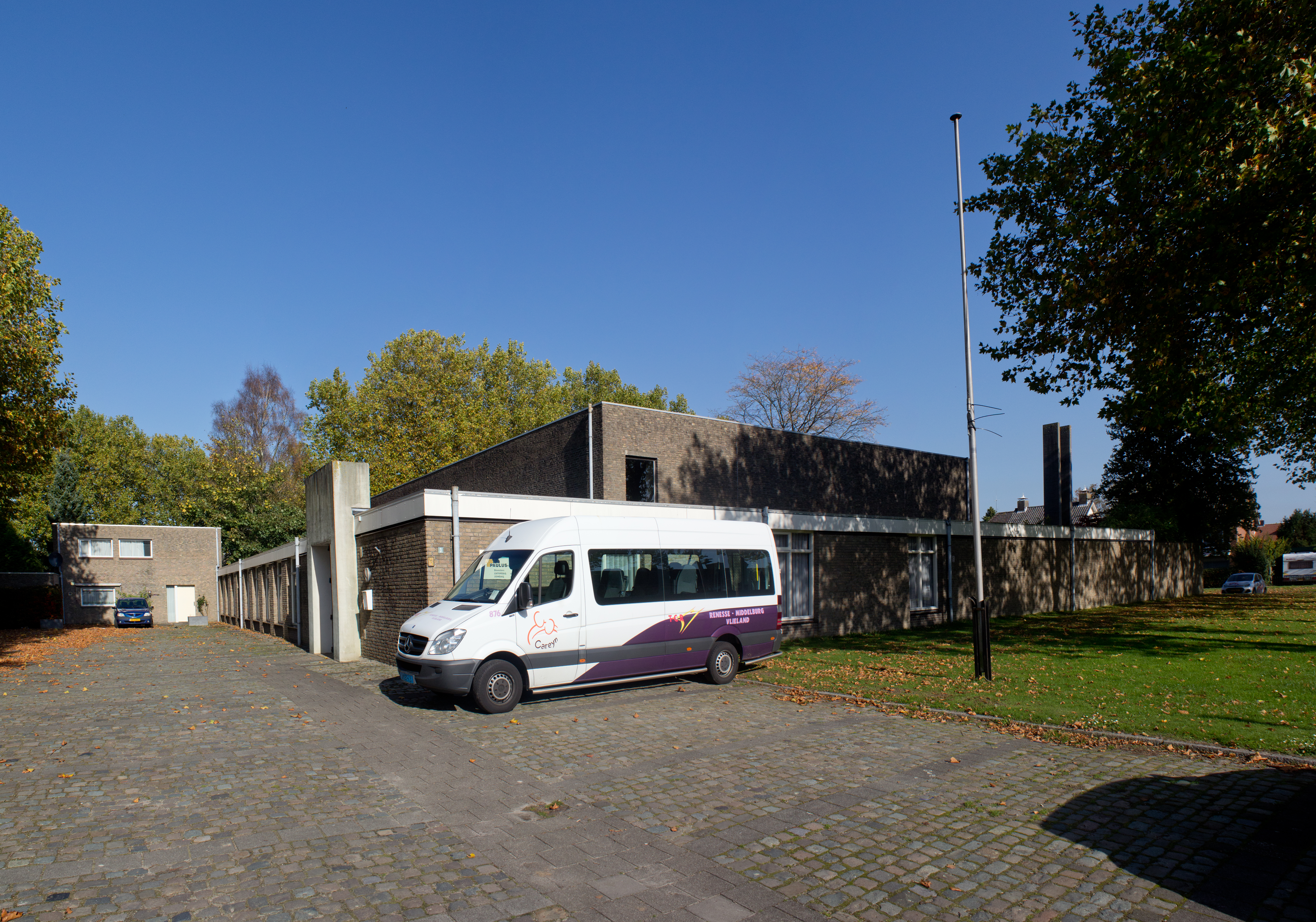
Sint-Pauluskerk

De Sint-Pauluskerk was een katholiek kerkgebouw in de tot de Noord-Brabantse gemeente Halderberge behorende plaats Oudenbosch, gelegen aan de Jasmijnlaan 1.

## Geschiedenis
In 1965 werd in Oudenbosch een tweede parochie gesticht. De kerk werd in 1968 gebouwd naar ontwerp van het architectenbureau Mens en Pruyn in de stijl van de Bossche School. In 2015 werd de kerk onttrokken aan de eredienst om in 2022 te worden gesloopt. Op de plaats van de kerk kwam het appartementencomplex Te gast aan de Brink. Enkele elementen uit de kerk, waaronder de klokkentoren, blijven in het complex behouden.

## Gebouw
Het betrof een uiterst sober doosvormig bouwwerk, uitgevoerd in baksteen en beton. Het bezat een bakstenen open klokkentorentje.